# Софроненко Ксенія Олександрівна
Софроненко Ксенія Олександрівна (9(22) січня 1905, с. Шахворостівка, тепер Миргородського р-ну — 5 січня 1981, Москва) — радянський правознавець, фахівець в області історії держави і права СРСР і історії дореволюційної Росії, доктор юридичних наук, професор.
Навчалась у сільській школі, Педагогічному технікумі, працювала народним вчителем.

У 1930 році вступила на історичний факультет Московського Державного Університету, який і закінчила в 1934 році, як Історико-Філософський Інститут, за фахом «Історія СРСР».